# Aspicilia recedens
Aspicilia recedens är en lavart som först beskrevs av Taylor, och fick sitt nu gällande namn av Johann Franz Xaver Arnold. Aspicilia recedens ingår i släktet Aspicilia och familjen Megasporaceae.  Arten är reproducerande i Sverige. Inga underarter finns listade i Catalogue of Life.